# Josef Maria Einsiedler
Josef Maria Einsiedler OSB (* 24. November 1870 in Winneberg bei Altusried als Michael Einsiedler; † 1. März 1955 in Ottobeuren) war ein deutscher Benediktiner und von 1920 bis 1947 Abt der Abtei Ottobeuren.

## Leben
Michael Einsiedler wurde am 24. November 1870 in Winneberg bei Altusried geboren und auf den Namen Michael getauft. Am 6. Oktober 1891 erhielt er seine Profess, wurde später zum Priester geweiht und war danach als Geistlicher unter anderem in Klosterkirche St. Stephan in Augsburg tätig. Hier arbeitete er auch als Gymnasialprofessor im Ludwiginstitut bei St. Stephan, dem er auch als Direktor vorstand. Am 30. August 1918 wurde er als erster Prior des neuen selbständigen Priorats Ottobeuren eingeführt. Ab 1835 war das Kloster als Priorat der Augsburger Abtei St. Stephan wieder errichtet worden; 1918 wurde es wieder selbständige Abtei. Mit 15. Januar 1920 wurde Einsiedler vom Abt-Administrator Placidus Glogger, der davor bereits seit 1915 als Prior und danach ab 1918 als Abt-Administrator tätig war, zum ersten Abt des Klosters Ottobeuren ernannt. Nimmt man die Äbte vor der Auflösung der Abtei im Jahre 1802 hinzu, war Einsiedler der bereits 56. im Amt befindliche Abt des Klosters. Am 11. April 1920 erfolgte die kirchliche Bestätigung und Einsetzung Einsiedlers, ehe zehn Tage später seine Benediktion als Josef Maria erfolgte.
Zu Ostern 1922 eröffnete der Abt eine Lateinschule, die aufgrund der begrenzten Möglichkeiten des Hauses nur die unteren vier Klassen des humanistischen Gymnasiums umfasste. 1938 musste Abt Josef dem Druck der Nationalsozialisten nachgeben und war gezwungen die Schule wieder zu schließen. Nach dem Zweiten Weltkrieg fand am 30. April 1946 die Eröffnung eines Progymnasiums mit dem Namen Collegium Rupertinum statt. Nur ein Jahr später zog sich Abt Josef, nach 27 Jahren als Vorsteher des Klosters Ottobeuren, als solcher zurück. Sein Nachfolger wurde Vitalis Maier, der bis 1986 im Amt blieb. Am 1. März 1955 starb Josef Maria Einsiedler im Alter von 84 Jahren in Ottobeuren.

## Werke (Auswahl)
- 1897: De Tertulliani adversus Judaeos libro